# پشمین‌پاها
پشمین‌پاها (نام علمی: Dasypus) نام یک سرده از تیره آرمادیلو است.

## گونه‌ها
- آرمادیلوی نه‌نواره،  Dasypus novemcinctus
- آرمادیلوی هفت‌نواره،  Dasypus septemcinctus
- آرمادیلوی بینی‌دراز جنوبی،  Dasypus hybridus
- آرمادیلوی بینی‌دراز جلگه،  Dasypus sabanicola
- آرمادیلوی بینی‌دراز بزرگ،  Dasypus kappleri
- آرمادیلوی بینی‌دراز پرمو،  Dasypus pilosus
- آرمادیلوی بینی‌دراز کوچک یپس،  Dasypus yepesi
- †Beautiful armadillo, آرمادیلوی زیبا